# Heqat

Valeur fractionnaire des différentes parties de l'œil oudjat servant à noter une fraction d'héqat.

Dans l'Égypte antique, l'heqat (ou boisseau) est une unité de mesure de volume utilisée pour la mesure de volume de céréales, correspondant à dix henou, soit environ 4,805 litres.
Jusqu'au Nouvel Empire, le heqat était égal à un dixième de khar, plus tard un seizième ; tandis que le  oipe  (transcrit  ip.t ) contenait quatre heqat. Il a été divisé en d’autres unités — certains pour les prescriptions médicales — les  hin  (1/10),  dja  (1/64) et  ro  (1/320). Le dja a récemment été évalué par Tanja Pommerening en 2002 à 1/64 d’heqat (75 cm3) au Moyen Empire et à 1/64 d’un oipe (1/16 d’un heqat) au Nouvel Empire, ce qui signifie que le dja a été noté par l'imagerie Œil d'Horus. Pommerening a suggéré que le changement au Nouvel Empire avait eu lieu en raison du remplacement du heqat par l’oipe comme unité de contrôle du volume dans les listes officielles.
L'unité de mesure de l'heqat et son système de comptabilité en partie double ont été découverts via le papyrus mathématique Rhind. Un autre texte est le papyrus Ebers, le texte médical le plus connu. L'unité heqat a été définie, en termes de volume, dans le papyrus mathématique de Moscou, en rapprochant pi à environ 3,16. L'approximation de pi a été obtenue en quadrillant de plus en plus un cercle. La discussion sur les unités de mesure dans l'Égypte antique montre également que l’heqat était égal à 1/30 d’une coudée royale au cube.